# Vesteraalens Dampskibsselskab

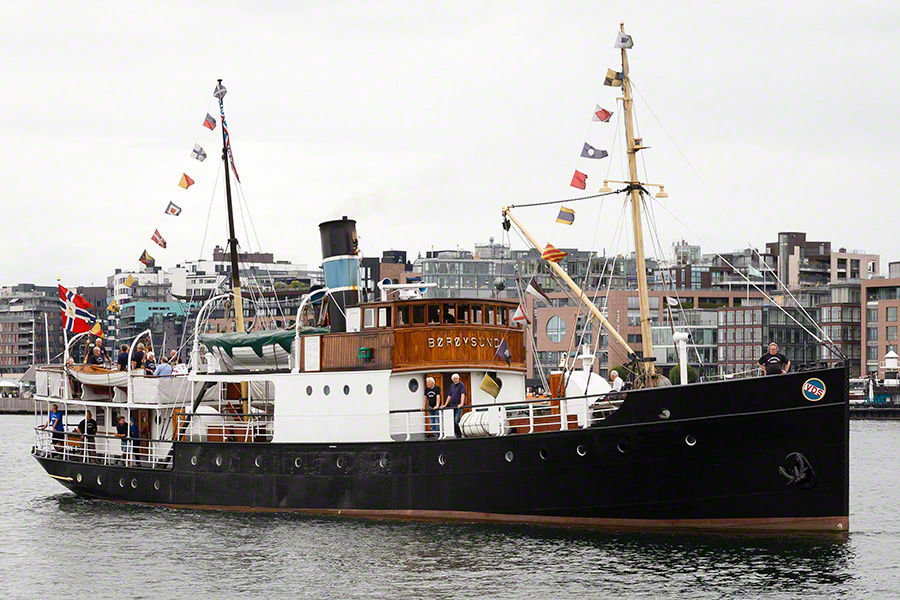
Veteranångaren DS Børøysund med Vesteraalens Dampskibsselskabs skorstensmärke och logo.

Vesteraalens Dampskibsselskab, VDS, är ett norskt rederi grundlagt 1881 i Stokmarknes. Sedan 1893 och fram till uppköp 1988 har rederiet ansvarat för båttrafiken i kustlinjen Hurtigruten. Den påbörjas som en avgång i veckan mellan Trondhjem och Hammerfest sommartid och Trondhjem och Tromsø vinterstid.

## Historik
Efter att staten hade stått för kustångbåtsdriften övertog Det Bergenske Dampskibsselskab, BDS och Det Nordenfjeldske Dampskibsselskab, NFDS, i Trondhjem "Nordlandsruten" på kontrakt för staten. För att öka lönsamheten gick men till fler och fler handelskajer och resan tog därför längre och längre tid. Man seglade dessutom inte på natten – det fanns endast fyra fyrar norr om Trondhjem, en av dem i Trondhjemsfjorden, därmed inte till Nordnorge på vintern.
August Kriegsmann Gran, Det Kgl. Indredepartements konsulent i ångbåtsärenden, tycker att detta är för illa och utlyser 1891 en skrivbordsprodukt "Hurtigruten" (Snabbleden) två ggr i veckan Trondhjem - Vadsø, där sträckan Trondhjem - Svolvær skall tillryggaläggas på max 48 timmar. De etablerade rederierna fnyser av detta och betraktar som en landkrabbas produkt i Christiania. Ingen ger offert. Leden lyses ut pånytt nästa år. Då reser Richard With ner till Christiania och säger att han kan segla mellan Trondhjem och Svolvær på 36 timmar. Han är redare för Vesteraalens Dampskibsselskab.
Nu fattar även BDS och NFDS intresse för leden och tilldelas andra, tredje och fjärde veckoavgången 1894-1907. 1911 tilldelas VDS den femte veckoavgången och 1919 Det Stavangerske Dampskibsselskab, DSD, den sjätte. När Ofotens Dampskibsselskap, ODS, i Narvik 1937 får den sjunde veckoavgången blir Hurtigruten daglig. (Källor: Reidar Stavseth: Nordover med Hurtigruten, Risberg: Hammerhavnen)

## Omstruktureringar och uppköp
Från 1977 och framåt sker stora omstruktureringar i ägoförhållandena för Hurtigruten. Först köper VDS DSDs enda Hurtigruteskepp KONG OLAV. 1979 köper Troms Fylkes Dampskibsselskab, TFDS, i Tromsø alla BDS' fyra fartyg på leden. 1981 köper ODS ett av NFDS' fartyg, HÅKON JARL, och ett nybygge, som ligger på bädden i Trondhjem. 1982-83 ersätts två av TFDS' fartyg, det fartyg ODS köpte av NFDS samt ett av VDS' fartyg av endast tre nya. Efter "företagssammanslagning" (fientligt uppköp)1988 ingår VDS i Ofotens og Vesteraalens Dampskibsselskab, OVDS. OVDS säljer ett fartyg, LOFOTEN, till Finnmark Fylkesrederi og Ruteselskap, FFR, i Hammerfest, men övertar henne igen 1996. 1990 övertar TFDS de två återstående NFDS-Hurtigrutskeppen. Hurtigruten är nu helnordnorskt. Och 2006 slås TFDS och OVDS ihop till Hurtigruten Group. (Källa: Dag Bakka Jr: Skipene som bandt kysten sammen)

## Ny era
2019 lyses emellertid Kystruten ut på nytt, och Havila Kystruten tilldelas fyra av de elva avgångarna, och Hurtigruten, nu registrerat varumärke, sitter åter med sju.